# Sigulda
Sigulda (în germană Segewold) este un oraș din Letonia. Se află lângă Gauja. Are o suprafață de 22,15 km² și 22,88 km². Populația este de 14.632 locuitori, determinată în 1 ianuarie 2024, prin bilanț demografic[*].